# Antoni Dmochowski

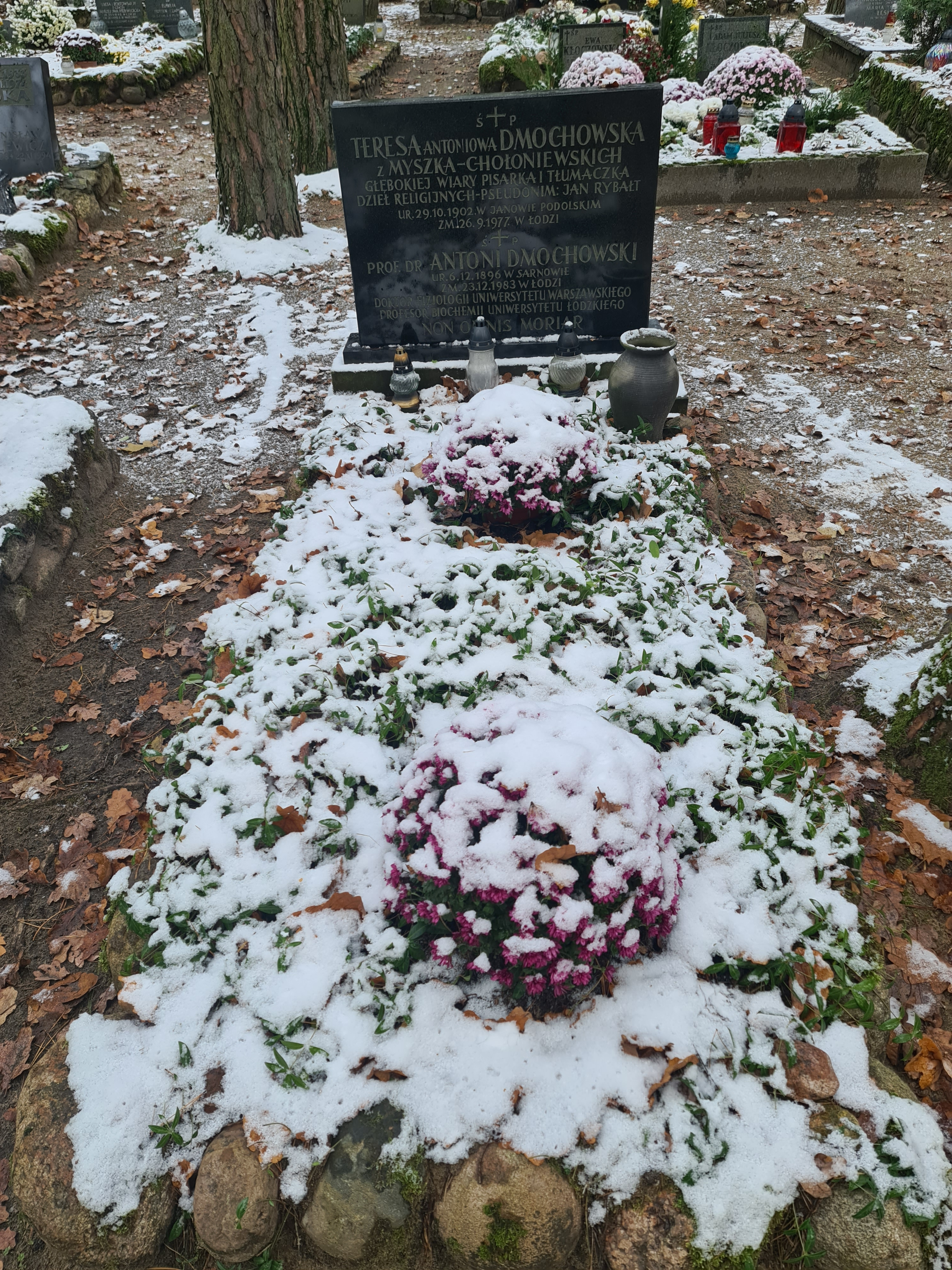
Grób Antoniego Dmochowskiego i jego rodziny na cmentarzu leśnym w Laskach

Antoni Dmochowski (ur. 6 grudnia 1896 w Sarnowie, zm. 23 grudnia 1983 w Łodzi) – polski biochemik, twórca łódzkiej szkoły biochemicznej, pionier chemii kwasów nukleinowych w Polsce. 

## Życiorys
Po ukończeniu w 1915 warszawskiego Gimnazjum Filologicznego rozpoczął studiować chemię na Wydziale Filozoficznym Uniwersytetu Warszawskiego, podczas studiów podjął pracę w kierowanej przez Stanisława Bądzyńskiego Katedrze Chemii Fizjologicznej Wydziału Lekarskiego. W 1924 obronił pracę doktorską pt. O produktach trawienia oksyhemoglobiny krwi za pomocą pepsyny i uzyskał tytuł doktora filozofii w dziedzinie chemii i fizjologii zwierząt. Pomiędzy 1925 a 1931 uzupełniał wiedzę na temat kwasów nukleinowych i nukleotydów podczas studiów w Stanach Zjednoczonych, Szwajcarii i Austrii. Od 1927 był związany z kierowaną przez Stanisława Przyłęckiego Katedrą Chemii Fizjologicznej, gdzie prowadził badania nad strukturą i funkcją kwasów nukleinowych w komórkach i tkankach organizmów. Współpraca z Kazimierzem Białaszewiczem zaowocowała materiałami, dzięki którym w 1932 przeprowadził habilitację na Wydziale Matematyczno-Przyrodniczym Uniwersytetu Warszawskiego.
Od 1934 kierował Zakładem Chemii Fizjologicznej, który posiadał filię w Łodzi, rok później ukazała się monografia pt. "O współczesnym stanie chemii i fizjologii kwasów nukleinowych". W 1937 uzyskał tytuł profesora nadzwyczajnego, równolegle do pracy na Uniwersytecie Warszawskim kierował Zakładem Chemii Fizjologicznej Wolnej Wszechnicy Polskiej. W latach 1937–1939 był edytorem czterotomowej, ilustrowanej Nowoczesnej encyklopedii zdrowia .
Podczas okupacji hitlerowskiej wykładał na tajnym Uniwersytecie Warszawskim i Uniwersytecie Ziem Zachodnich.
Po II wojnie światowej został skierowany do Łodzi, gdzie podjął się organizacji pierwszej uniwersyteckiej Katedry Biochemii, którą utworzono na Wydziale Matematyczno-Przyrodniczym Uniwersytetu Łódzkiego, rozpoczęła ona działalność 1 września 1945. W 1946 został członkiem korespondentem Towarzystwa Naukowego Warszawskiego. Od 1946 do 1949 równolegle kierował Katedrą Chemii Fizjologicznej i Zakładem Chemii Ogólnej na Wydziale Lekarskim i Stomatologicznym. Sześć lat później zorganizował Wydział Biologii i Nauk o Ziemi, gdzie do 1958 pełnił funkcję dziekana.
W 1957 uzyskał tytuł profesora zwyczajnego, a w 1970 tytuł doktora honoris causa w dziedzinie nauk przyrodniczych. W 1967 zakończył pracę zawodową i przeszedł na emeryturę. 
Z żoną, pisarką Teresą Dmochowską (1902–1977), miał sześcioro dzieci, m.in. Piotra Dmochowskiego, prawnika i marszanda. 
Jest pochowany na cmentarzu w Laskach. 

## Odznaczenia
- Złoty Krzyż Zasługi (1954)[4]
- Krzyż Kawalerski Orderu Odrodzenia Polski (1958)
- Krzyż Oficerski Orderu Odrodzenia Polski (1959)
- Nagroda indywidualna I stopnia Ministra Szkolnictwa Wyższego za osiągnięcia dydaktyczno-wychowawcze (1963)
- Nagroda naukowa miasta Łodzi (1966)